# Conophymacris yunnanensis
Conophymacris yunnanensis är en insektsart som beskrevs av Zheng, Z. 1977. Conophymacris yunnanensis ingår i släktet Conophymacris och familjen Dericorythidae. Inga underarter finns listade i Catalogue of Life.